# HMS Centurion (1892)
O HMS Centurion foi um couraçado pré-dreadnought operado pela Marinha Real Britânica e a primeira embarcação da Classe Centurion, seguido pelo HMS Barfleur. Sua construção começou em março de 1890 no Estaleiro Real de Portsmouth e foi lançado ao mar em agosto de 1892, sendo comissionado em fevereiro de 1894. Era armado com uma bateria principal composta por quatro canhões de 254 milímetros montados em duas barbetas duplas, tinha um deslocamento de mais de onze mil toneladas e alcançava uma velocidade máxima de dezessete nós.
O Centurion começou sua carreira no Sudeste Asiático, envolvendo-se em 1900 em operações para a subjugação do Levante dos Boxers na China, quando contribuiu com equipes de desembarque para confrontos em terra. Passou por reformas no Reino Unido em 1901, mas retornou para o Sudeste Asiático e permaneceu atuando na região sem grandes incidentes até voltar para casa em 1905. Foi colocado na reserva e pelos anos seguintes serviu apenas ocasionalmente em exercícios com o resto da frota. Foi descomissionado em abril de 1909 e desmontado no ano seguinte.

## Características

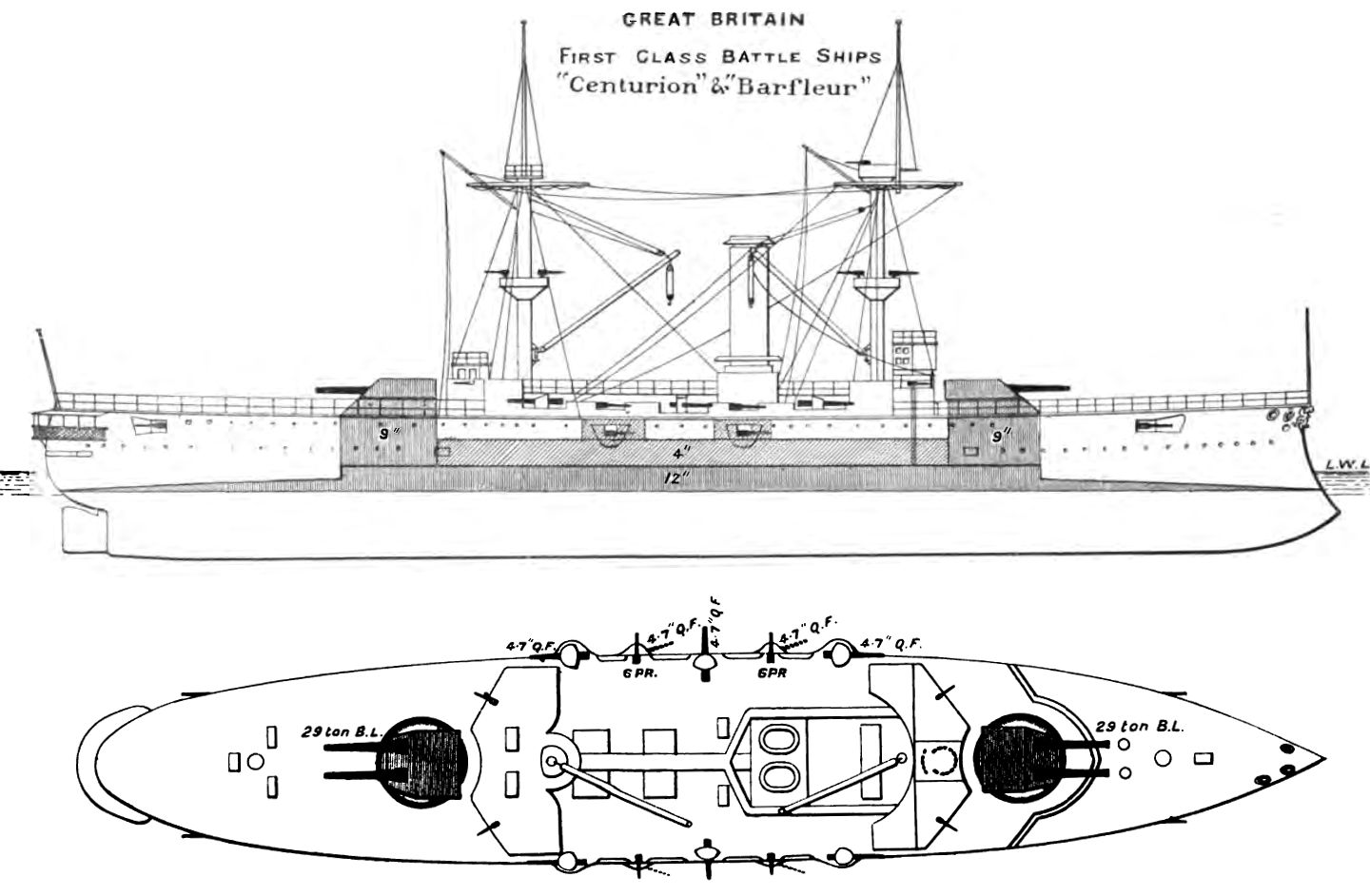
Desenho da Classe Centurion

O Centurion tinha 119,1 metros de comprimento de fora a fora, uma boca de 21,3 metros e um calado normal de 7,82 metros. O deslocamento normal era de 10 805 toneladas, enquanto o deslocamento carregado chegava a 11,4 mil toneladas. O sistema de propulsão consistia em oito caldeiras cilíndricas a carvão que alimentavam dois motores verticais de tripla-expansão de três cilindros, cada um girando uma hélice. Tinha uma potência indicada de 9 110 cavalos-vapor (6,7 mil quilowatts) para uma velocidade máxima de dezessete nós (31 quilômetros por hora). Sua autonomia era de 5 230 milhas náuticas (9 690 quilômetros) a uma velocidade dez nós (dezenove quilômetros por hora). A tripulação era formada por 620 oficiais e marinheiros.
O armamento principal era composto por quatro canhões Marco III calibre 32 de 254 milímetros montados em duas barbetas circulares duplas, uma à vante e outra à ré da superestrutura. O armamento secundário tinha dez canhões calibre 40 de 120 milímetros em montagens únicas, metade no convés superior com escudos e o resto em casamatas no casco. A defesa contra barcos torpedeiros tinha oito canhões de 57 milímetros e doze canhões Hotchkiss de 47 milímetros. Também era armado com sete tubos de torpedo, um em cada lateral e um na popa acima da linha de flutuação e um em cada lateral submersos. O cinturão principal de blindagem tinha 229 a 305 milímetros de espessura. O convés principal tinha 51 milímetros e o convés inferior tinha 64 milímetros. As barbetas tinham de 203 a 229 milímetros, com os canhões sendo protegidos por uma cobertura de 152 milímetros. A torre de comando tinha laterais de 305 milímetros.

### Modificações
Quilhas externas foram adicionadas entre 1896 e 1897, enquanto os escudos das armas montadas nas gáveas foram removidos entre 1897 e 1898. Alguns canhões de 47 milímetros foram removidos das gáveas dois anos depois. O navio iniciou uma reconstrução em setembro de 1901 que substituiu os canhões de 120 milímetros por armas de 152 milímetros com proteção aprimorada. Todos os tubos de torpedo acima da linha de flutuação e a ponte de comando de ré foram removidos para compensar o peso adicional. Os canhões de 47 milímetros restantes nas gáveas foram reposicionados para a superestrutura e o topo das coberturas das barbetas, já o mastro do traquete foi substituído por um mastro sinaleiro. Estas alterações acarretaram um pequeno aumento de peso que reduziu a velocidade em 0,25 nó (0,5 quilômetro por hora). Todas as armas restantes de 47 milímetros foram removidas em 1906 e o mastro principal foi modificado como uma posição de controle de disparo.

## Carreira

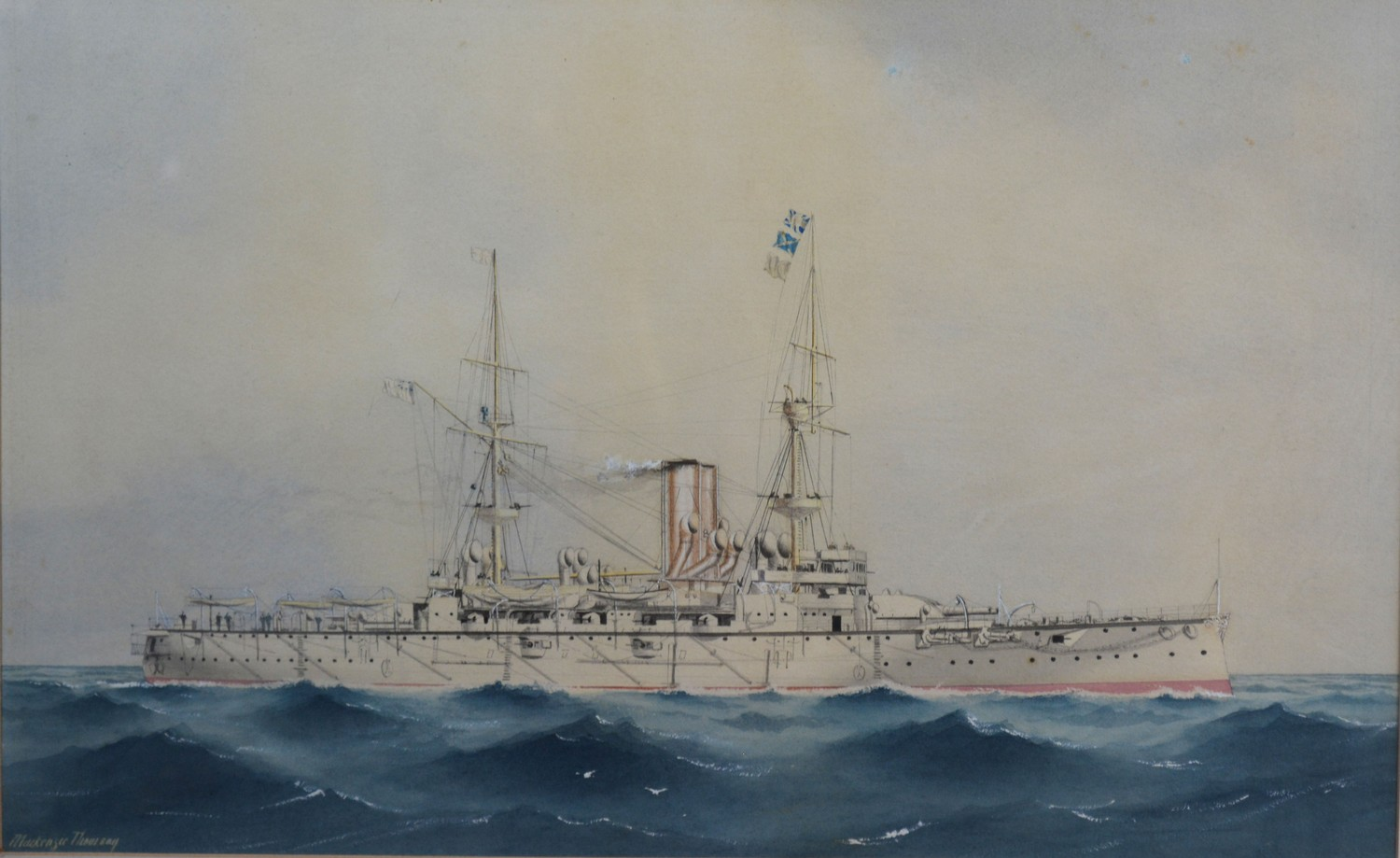
Pintura de William Mackenzie Thomson do Centurion na década de 1890

O Centurion foi nomeado em homenagem à patente romana de centurião, tendo sido o sexto navio da Marinha Real Britânica a receber esse nome. Seu batimento de quilha ocorreu em 30 de março de 1890 no Estaleiro Real de Portsmouth e foi lançado ao mar em 3 de agosto de 1892. Foi finalizado e comissionado em 14 de fevereiro de 1894, tendo custado 540 mil libras esterlinas. Partiu para o Sudeste Asiático em 2 de março e chegou em Singapura em 11 de abril, tornando-se a capitânia da Estação da China. Encalhou em um banco de areia em Shimonoseki no Japão em junho de 1896, mas não ficou danificado. O Levante dos Boxers começou na China em meados de 1900 e o couraçado contribuiu com homens para uma expedição em terra de 10 a 28 de junho que fracassou em quebrar o cerco das Legações Internacionais em Pequim. Além disso, o Centurion também enviou grupos de desembarque que ajudaram a tomar os Fortes de Taku entre 16 e 17 de junho e depois resgataram legações estrangeiras em Tientsin de 14 a 14 de julho.
Ele estava ancorada em Woosung, próximo de Xangai, em 17 de abril de 1901 quando uma tempestade fez com que se soltasse de suas amarras e ficasse à deriva, batendo na proa do couraçado HMS Glory. A batida abriu um buraco no casco do Centurion abaixo da linha de flutuação, mas os danos não foram muito sérios e os reparos ocorreram em Hong Kong. Foi substituído como capitânia pelo Glory em 10 de junho. O Centurion deixou o Sudeste Asiático com o vice-almirante sir Edward Seymour a bordo. Chegou em Portsmouth em 19 de agosto, sendo recebido pelo comandante local e por centenas de pessoas que se reuniram na praia próxima ao cais. Seymour desembarcou dois dias depois, com o couraçado sendo colocado na reserva em 19 de setembro.

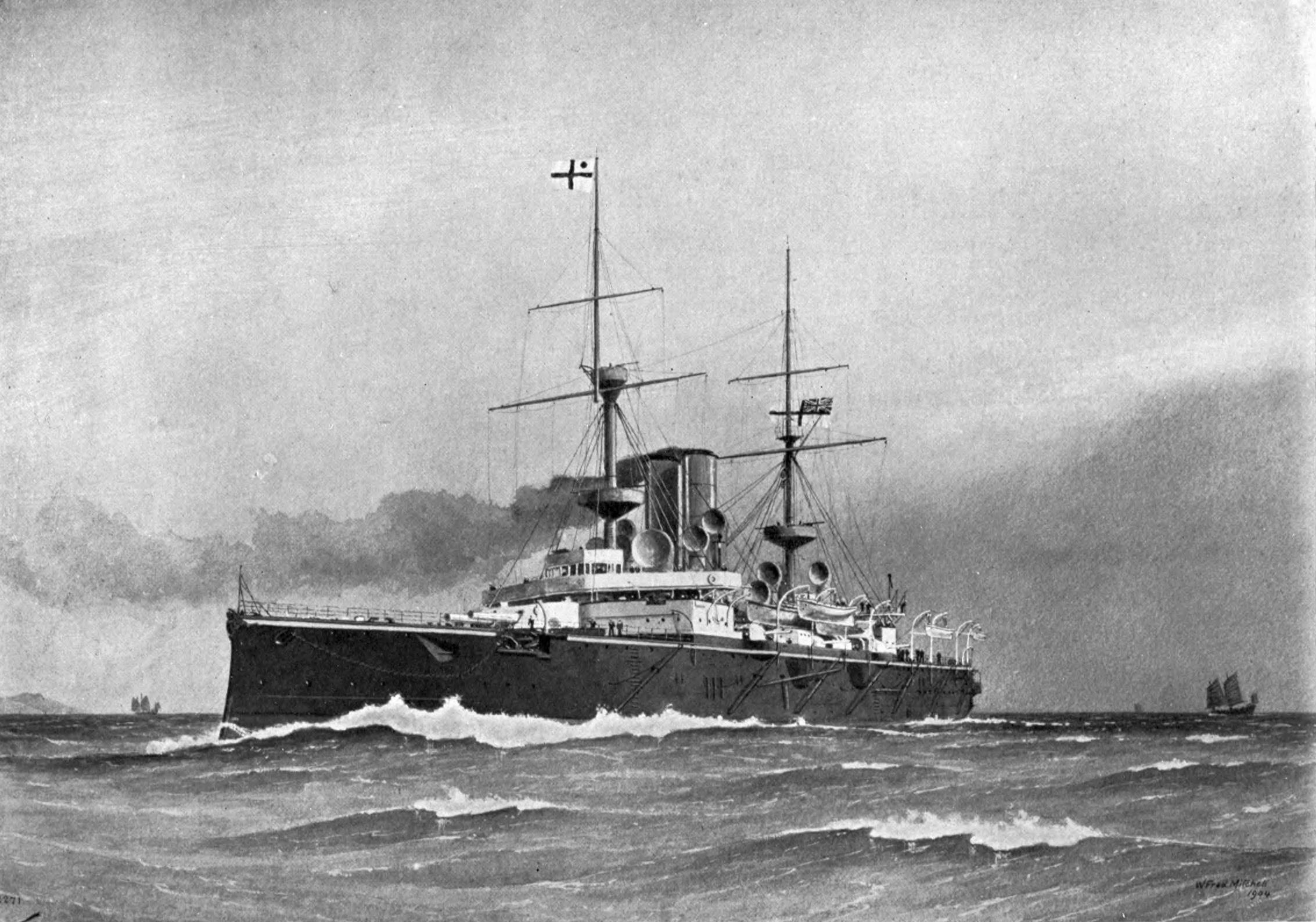
Desenho de William Frederick Mitchell do Centurion em 1904

Uma reconstrução foi iniciada no Centurion no mesmo mês no Estaleiro Real de Portsmouth, que incluiu um rearmamento parcial, com os trabalhos terminando em 3 de novembro de 1903. Em seguida voltou a ativa para outro período de serviço na Estação da China, deixando Portsmouth em 10 de novembro. Reino Unido e Japão renovaram a Aliança Anglo-Japonesa em 1905, o que reduziu a necessidade de uma grande presença da Marinha Real no Sudeste Asiático, assim todos os seus couraçados foram chamados de volta. O Centurion e o HMS Ocean deixaram Hong Kong em 7 de junho, se encontrando em Singapura com o HMS Albion e HMS Vengeance. Os quatro couraçados zarparam de Singapura no dia 20 e navegaram juntos até Plymouth, onde chegaram em 2 de agosto.
A embarcação foi tirada de serviço em 25 de agosto, mas reativada no dia seguinte como parte da Divisão de Portsmouth da Frota de Reserva. Participou em junho de 1906 de exercícios combinados entre a Frota de Reserva, Frota do Atlântico e Frota do Canal. Sua tripulação foi transferida em 24 de maio de 1907 para o couraçado HMS Exmouth, enquanto no dia seguinte se tornou uma embarcação de serviço especial com a Divisão de Portsmouth da Frota Doméstica, já que a Frota de Reserva tinha sido absorvida pela Frota Doméstica. As embarcações de serviço especial foram transferidas em março de 1909 para a 4ª Divisão da Frota Doméstica.
O Centurion foi descomissionado pela última vez em 1º de abril e listada para descarte, sendo ancorado até o final do mês em Motherbank na Ilha de Wight. Foi vendido como sucata em 12 de julho de 1910 para a Thos. W. Ward por 26,3 mil libras, chegando em Morecambe em 4 de setembro e sendo desmontado.